# 亲英

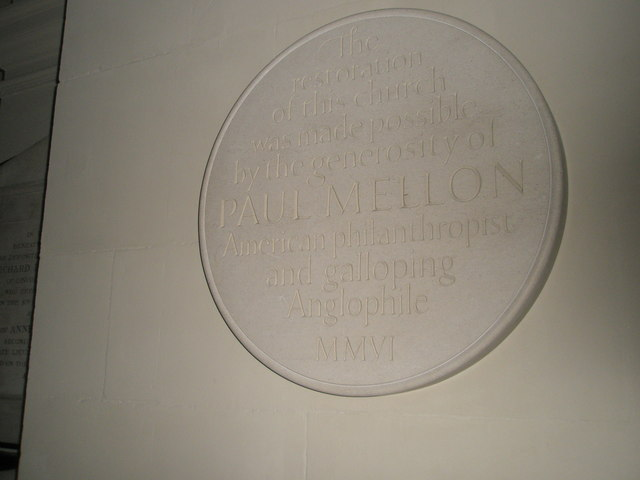
伦敦布鲁姆伯利的圣乔治教堂内给保罗·梅伦的徽章，他是一位亲英派。

亲英或亲英派（英語：Anglophile）是指崇尚英格兰、英格兰人民和文化的人。它的反义词为恐英症。英文原词的词根来自拉丁语的，意思是“英格兰人”，以及古希腊语的，意思是“朋友”。
这个称呼于1864年查尔斯·狄更斯在杂志《一年四季》上发表的文章中首次见诸出版物，其中他把法国杂志描述为“一份高端的、有些‘亲英派’的出版物”。这个词的其他衍生形式首次于1787年和1793年出现在托马斯·杰佛逊的文章中，他引用了和两个词。

## 描述

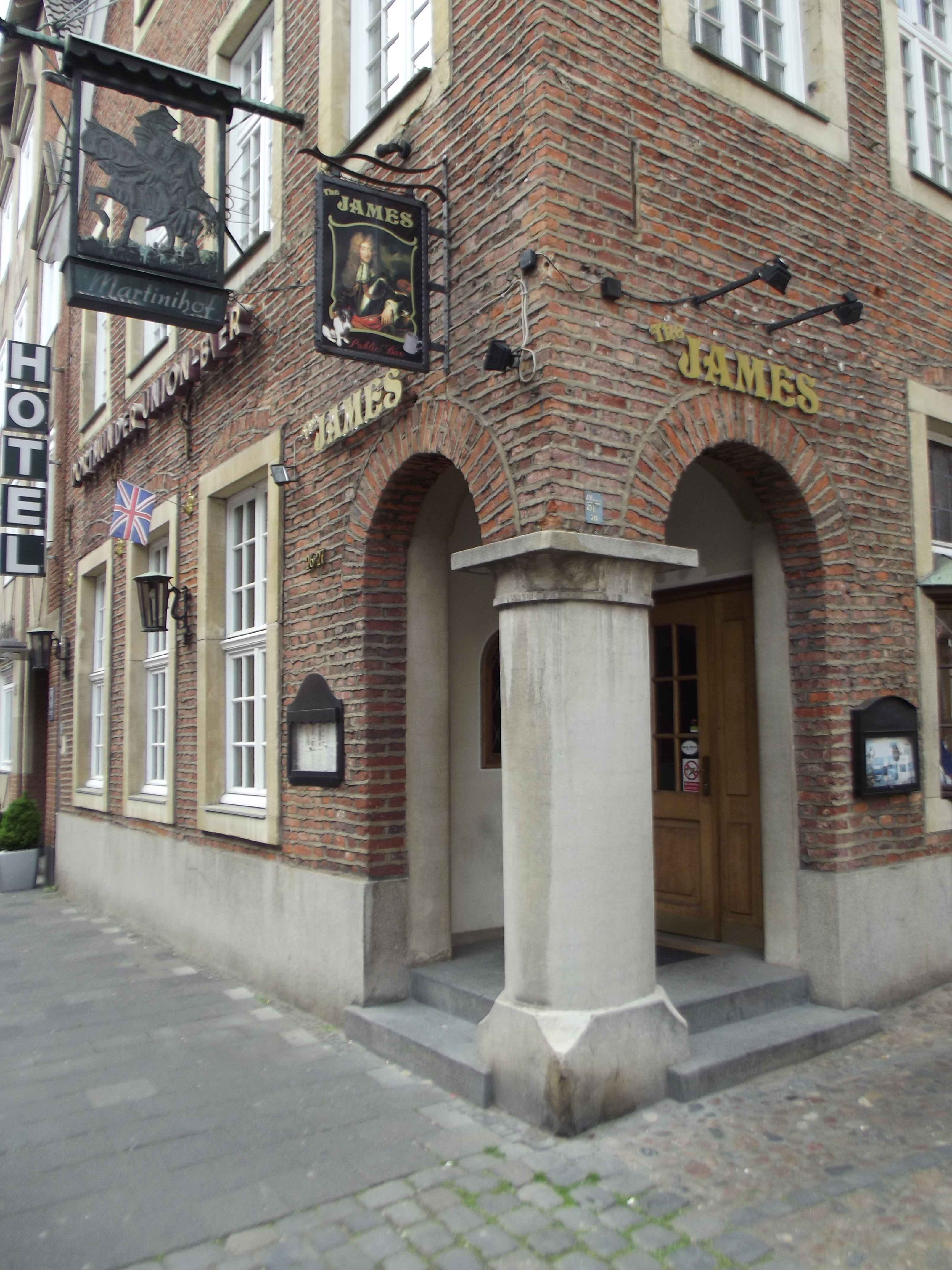
“The James”，一家英格兰风格的酒吧，位于德国明斯特，挂着英国旗帜和詹姆斯二世的标志。

在一些情况下，亲英派代表了个人对英格兰历史和传统英格兰文化（例如：威廉·莎士比亚、简·奥斯汀、塞缪尔·约翰逊、吉爾伯特與薩利文等）的欣赏。亲英派也许也会喜爱英国王室和英格兰的政府和官僚系统（如威斯敏斯特体系和皇家郵政），对过去的大英帝国和英国阶级系统带有怀旧的情绪。亲英派可能会欣赏英国演员、电影、电视剧、广播节目、音乐家、书籍、杂志、时尚设计师、汽车或亚文化。
亲英派可能会使用英式拼写系统，而不是美式的，如使用而不是，而不是，而不是等。在美国，对英式英语表达方式在非正式谈话和新闻报道中的使用近来有所增长。这一趋势，以及美国人对这些表达方式的误会和误用已经在美国和英格兰成为了媒体关注的主题。特拉华大学的英语教授本·雅各达（Ben Yagoda）声称对英式英语的使用已经“成为了一种语言学现象，没有消退的迹象”。萨塞克斯大学的语言学家琳恩·墨菲（Lynne Murphy）指出这一现象在美国东北部地区更为显著。
亲英派也可以指认为英格兰人及其后裔有性吸引力的人。认为英国口音性感有魅力在现今的盎格鲁美洲是一种趋势。